# Zeilteken

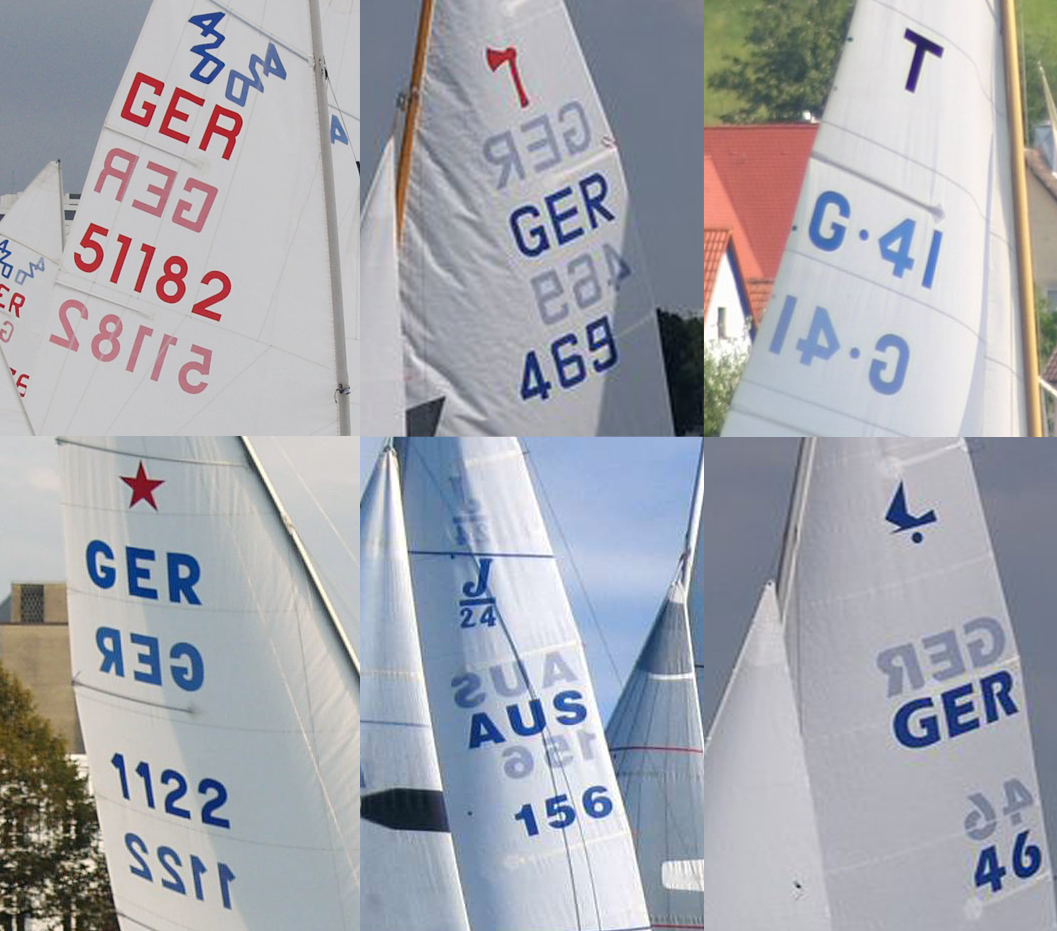
Boven: 420, Piraat, Tempest. Onder: Star, J24, Kielzugvogel

Om een zeilboot herkenbaar te maken tijdens een wedstrijd voeren de meeste zeilboten een zeilnummer en een zeilteken in het zeil.

## Gebruik
Bij de eenheidsklassen voeren alle zeilboten eenzelfde zeilteken. Bij grotere schepen, zoals de Skûtsje hebben de verschillende schepen allemaal een eigen zeilteken. Deze schepen zijn dan ook niet identiek aan elkaar.

## Verschillende zeiltekens
Hieronder zeiltekens van veel voorkomende zeilboten in Nederland.

Centaur
Contender
Dart 18
Efsix
Europe
Finn
Flying Dutchman
Flying Junior
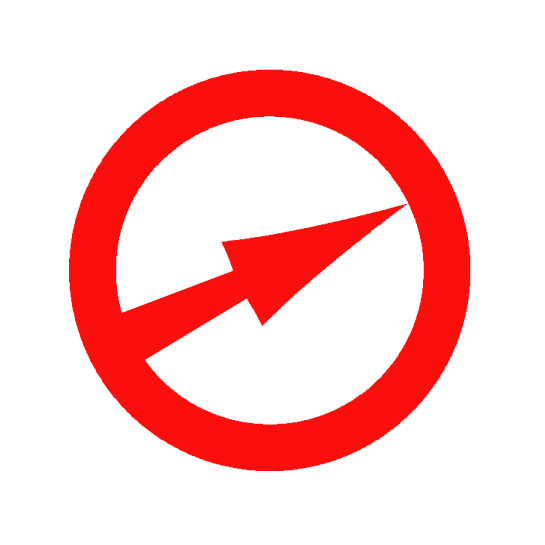
Javelin
J24
Laser
Lelievlet
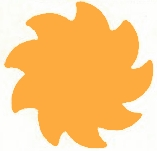
Leisure 17
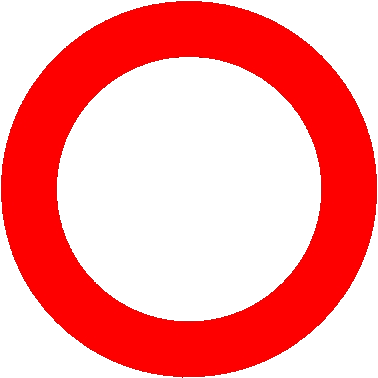
Olympiajol
Optimist
Randmeer
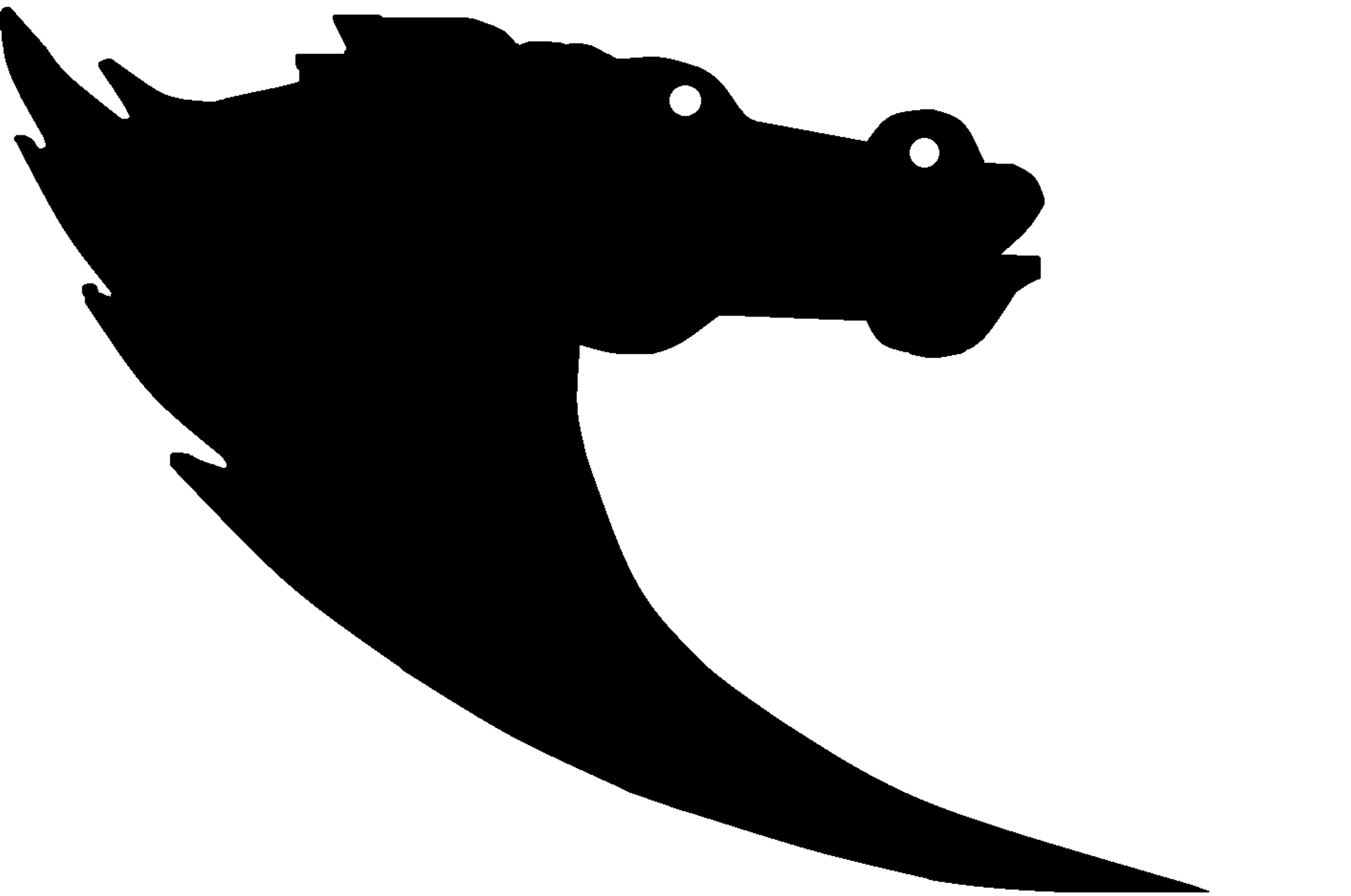
Sailhorse
Schakel
Solo
Valk
Vaurien
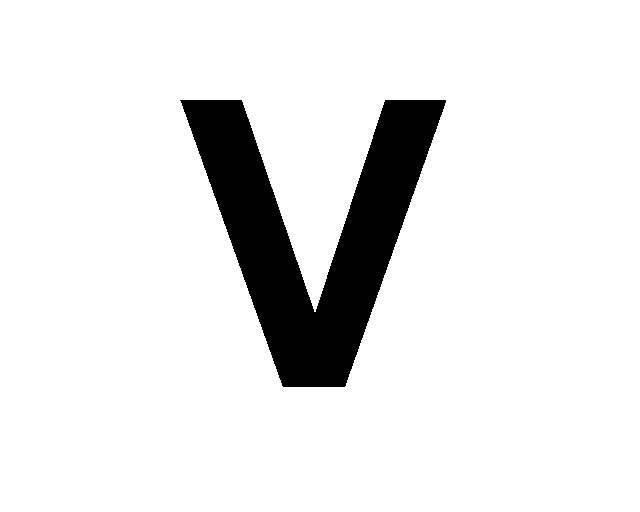
Vrijheidklasse
Zestienkwadraat "streepklasse"
Wibo